# HD 167666
HD 167666，又名CD-2814407，SAO 186594、HR 6835，是一颗恒星，视星等为6.19，位于銀經3.69，銀緯-5.92，其B1900.0坐标为赤經18h 11m 3.6s，赤緯-28° -5.92′ 10″。